# Nomada orophila
Nomada orophila är en biart som beskrevs av Cockerell 1921. Nomada orophila ingår i släktet gökbin, och familjen långtungebin. Inga underarter finns listade i Catalogue of Life.